# Айдахо Стилхэдз
«Айдахо Стилхэдз» (англ. Idaho Steelheads) — профессиональная хоккейная команда, выступающая в Горном дивизионе Западной конференции ECHL. Базируется в городе Бойсе, штат Айдахо, США.

## История
«Стилхэдз» начали выступать с сезона 1997–98 в Хоккейной лиги Западного побережья (WCHL). В сезоне 2000–01 и 2001–02 команда дошла до финала WCHL, но потерпела поражение от «Сан-Диего Галлз» и «Фресно Фэлконс» соответственно. В заключительном сезоне 2002–03 WCHL команда заняла первое место в регулярном чемпионате, но проиграла в первом раунде плей-офф команде «Фресно Фэлконс».
В 2003 году WCHL была поглощена ECHL и распалась. «Стилхэдз», наряду с несколькими другими командами WCHL – «Аляска Эйсез», «Бейкерсфилд Кондорс», «Фресно Фэлконс», «Лас-Вегас Рэнглерс», «Лонг-Бич Айс Догс» и «Сан-Диего Галлз» – стали членами ECHL, начиная с сезона 2003–04. В своём дебютном сезоне в ECHL «Айдахо Стилхэдз» выиграли Кубок Келли, победив в финале команду «Флорида Эверблэйдс». «Стилхэдз» стали первой командой, выигравшей чемпионат ECHL в свой первый год в лиге, с тех пор как «Гринсборо Монаркс» выиграли титул во втором сезоне существования лиги (1989–90).
В 2007 году «Стилхэдз» провели в Бойсе матч всех звёзд ECHL. Позже в том же году «Стилхэдз» выиграли свой второй Кубок Келли, победив в финале команду «Дейтон Бомберс».

## Достижения
ECHL
- Обладатели Кубка Келли (2): 2004, 2007;
- Победители регулярного сезона (2): 2009–10, 2022–23;

WCHL
- Победители регулярного сезона (1): 2002–03;